# Sepura
Sepura ist ein englischer Hersteller von netzwerkunabhängigen Hand- und Einbaufunkgeräten für Terrestrial Trunked Radio (TETRA). Das Unternehmen gehört dabei zu den drei größten Herstellern auf diesem Gebiet. Hauptsitz des Unternehmens ist Cambridge in England. Ab dem 24. Mai 2017 gehörte die Firma zu Hytera Communications Corporation Limited, am 15. Juli 2022 gab Sepura in einer Pressemitteilung bekannt, dass das Unternehmen durch Epiris, einer Private-Equity-Gruppe mit Sitz in London, übernommen wurde.
Der deutsche Partner für die Betreuung und Belieferung der deutschen Behörden und Organisationen mit Sicherheitsaufgaben (BOS) ist die Selectric Nachrichten-Systeme GmbH mit Sitz in Münster.

Logo

## Produkte

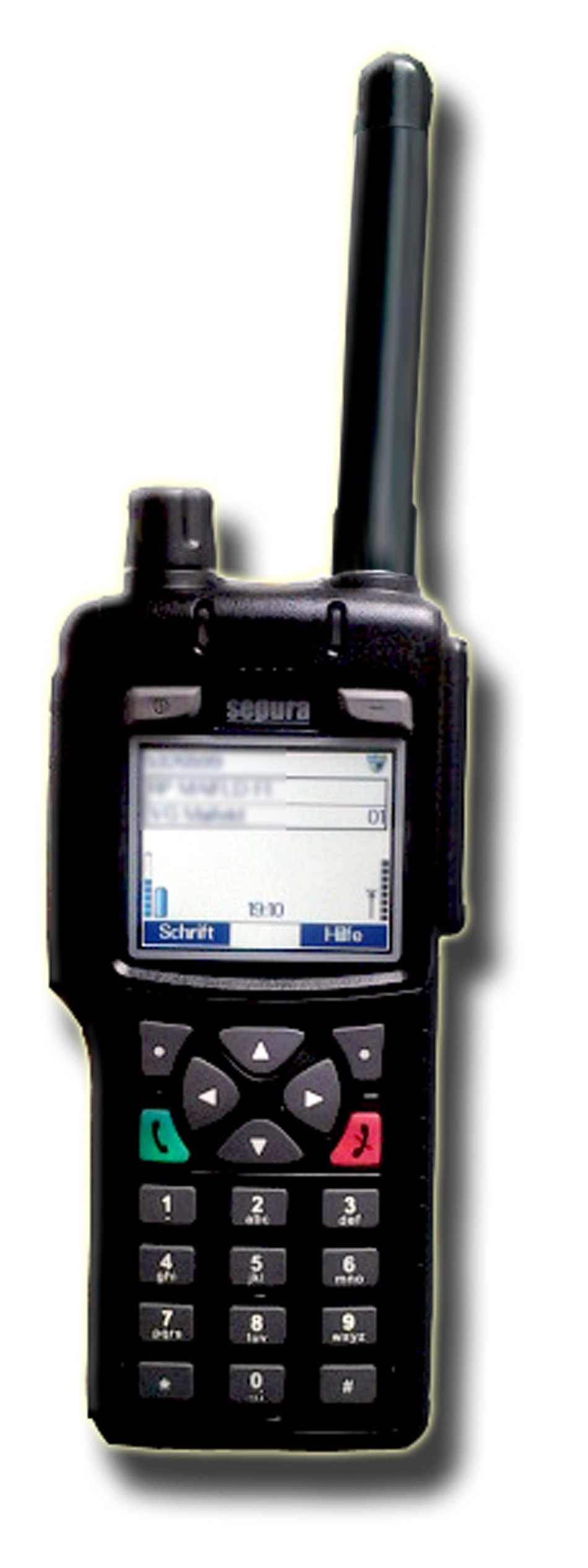
Sepura stP8000 TETRA-Funkgerät, das im BOS-Deutschland-Funknetz eingebucht ist

Sepura bietet nach eigenen Angaben die breiteste TETRA-Funkgeräte-Produktpalette in Bezug auf Frequenzen, Sprachen und Funktionen an. Aufgrund ihrer Kompatibilität können diese in allen TETRA-Infrastrukturen eingesetzt werden. Seit Mai 2012 bietet Sepura neben TETRA-Endgeräten auch eigene TETRA-Infrastrukturen an. Die angebotenen Basisstationen kommen ursprünglich aus dem Haus 3T Communication AG, die Sepura im Mai 2012 übernommen und die Produkte seitdem entsprechend weiterentwickelt und angepasst hat.
Die Funkgeräte sind zertifiziert für den Einsatz in allen wichtigen TETRA-Netzwerken für die öffentliche Sicherheit in Europa, darunter z. B. O2 Airwave (Großbritannien), ASTRID (Belgien), OTELink (Griechenland), VIRVE (Finnland), Agora (Spanien) und C2000 (Niederlande). Neben dem Einsatz in den behördlichen Netzen finden Sepura-Geräte auch eine immer weitere Verbreitung im industriellen und zivilen Umfeld, unter anderem bei Energieversorgern, ÖPNV-Unternehmen, Flughäfen und der chemischen Industrie.
Aufgrund der zunehmenden Verbreitung im zivilen Markt führt Sepura seit Sommer 2014 nun auch Endgeräte entsprechend dem DMR-Standard im Portfolio. Auch hier werden neben leistungsfähigen und robusten Handfunkgeräten und Fahrzeuganlagen eigene Infrastrukturen angeboten.

## Produktmerkmale
Einige wichtige Merkmale der Funkgeräte von Sepura:
- Ende-zu-Ende-Verschlüsselung
- Ortung via GPS
- Fahrzeugfunkgeräte mit 10 W Sendeleistung (regulierbar)
- Identische Benutzeroberfläche unter den verschiedenen Funkgerättypen
- DMO-Repeater (CLASS 1a) für die Erweiterung der Reichweite im DMO
- Gateway-Funktion

## Bedeutung am Weltmarkt
In mehr als 90 Ländern rüstet Sepura Polizeibehörden, Feuerwehren, Ambulanzen, Militär, Versorgungs- und Transportunternehmen aus und ist heute nach eigenen Angaben mit einem Marktanteil von 34 % einer der weltweit größten Hersteller von TETRA-Funkgeräten.

## Teilnahme an Gremien
Sepura ist Mitglied verschiedener internationaler Organisationen, wie z. B. des TETRA MoU Association Board und des ETSI TETRA-Komitees und treibt hierbei die Entwicklung des TETRA-Standards voran.

## Einsatzgebiet

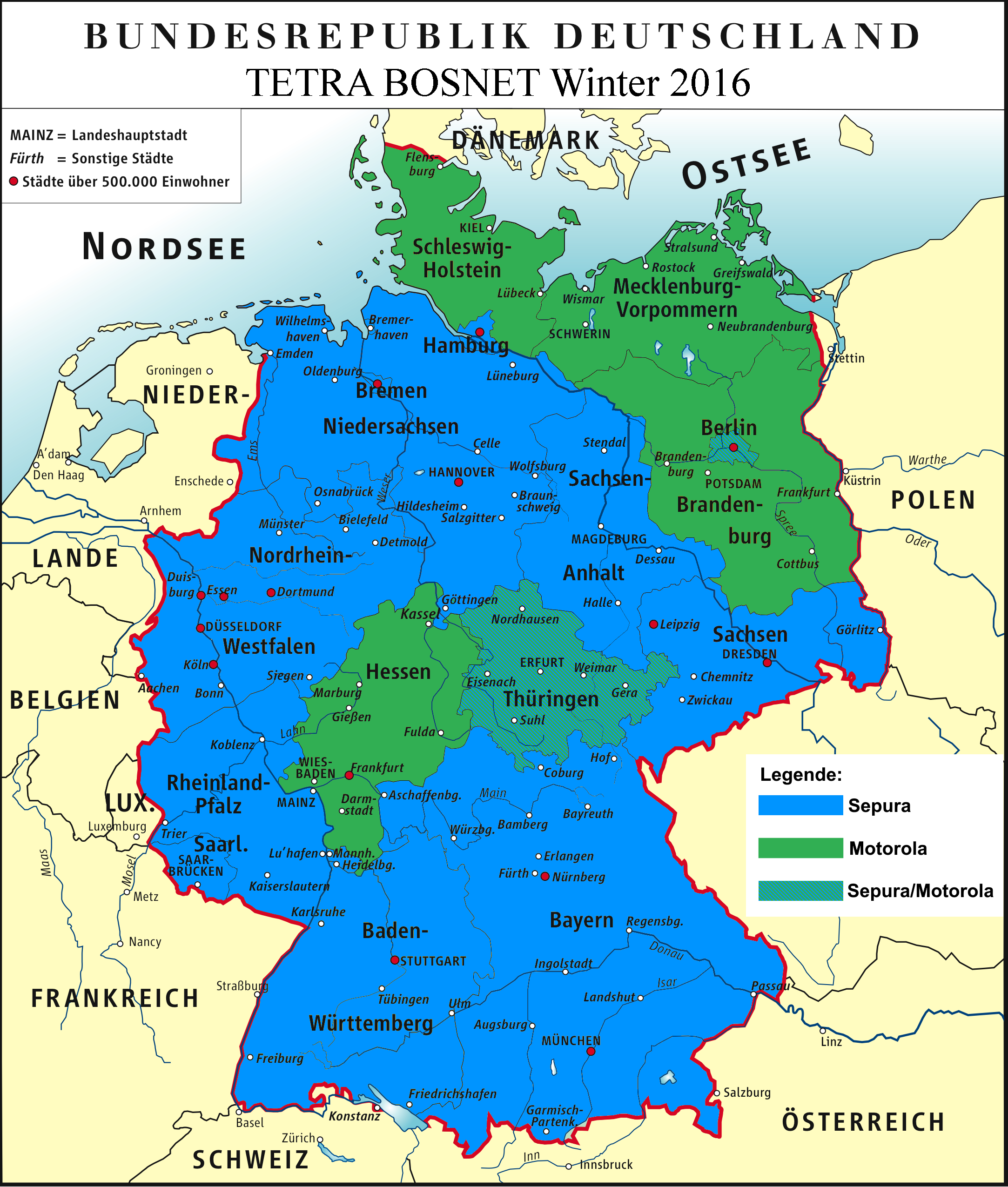
Verbreitung von Endgeräten 2016

Über den Einsatz bei vielen anderen europäischen Polizeikräften hinaus zählen auch militärische Kunden zu den Nutzern von Sepura-Funkgeräten.
Zu den Kunden im kommerziellen Bereich zählen unter anderem Air France, Russian Railways, Petroleum Development Oman und die Sicherheitsunternehmen des Athener Olympiastadions sowie des Santiago-Bernabeu-Stadions in Madrid.
In Deutschland haben sich mittlerweile die Bundesländer Hamburg, Bremen, Rheinland-Pfalz, Sachsen, sowie Baden-Württemberg und Bayern bei der Beschaffung von Digitalfunkgeräten für Sepura entschieden und sind damit die ersten Länder, die diese Digitalfunkgeräte beschaffen. In Niedersachsen, Nordrhein-Westfalen und Sachsen-Anhalt konnten einzelne Ausschreibungen gewonnen werden – andere entschieden wiederum Wettbewerber für sich. Zudem hat sich das Saarland für Sepura entschieden.